# Cause For Effect
Cause For Effect är en finsk musikgrupp bildad 1992 som Cause and Effect, enbart bestående av en sjungande basist och en trumslagare. Gruppens musik kan beskrivas som en blandning mellan grindcore, jazzcore och progressiv rock. Typiska musikaliska kännetecken är tekniska, korta stycken (ofta med en normal låtlängd kring eller under en minut) med oväntade tempoväxlingar. Sångstrukturen är fri och följer inte traditionell vers/refräng-struktur och texterna framförs med growlsång. Bandet själva beskriver sin musik med termen "fusionsgrind".
Cause For Effect har släppt fyra fullängdsalbum och tre EP:n och är populära både i punk- och metallkretsar.

## Historia
Trumslagaren Ari Tenhola och basisten Tuomo Hohtari träffades under gymnasietiden i Tammerfors och började, tillsammans med en gitarrist, spela under våren 1992. Till en början spelade de vanlig metalmusik, men deras musikstil började gradvis röra sig mera mot hardcore-hållet med kortare låtlängd och punkinslag. Musikstilen fortsatte ändras och under 1994 påverkades av starka grindcoreinfluenser vilket helt förändrade bandets musikstil.
Gitarristen Helge lämnade bandet 1996 och Jamu, Tuomo Hohtaris bror, togs in som sessionsgitarrist. Tillsammans med honom hade bandet två studiosessioner 1996 och 1997 och begav sig ut på sin första europaturné under hösten 1998. Jamu Hohtari hade dock fullt upp med egna musikprojekt och blev tvungen att lämna gruppen 1999 och sedan dess har gruppen haft dess nuvarande form.

## Medlemmar
Nuvarande medlemmar
- Tuomo Hohtari – basgitarr, sång (1992– )
- Ari Tenhola – trummor (1992– )

Tidigare medlemmar
- Helge – elgitarr (1992–1996)

Studiomusiker
- Jamu Hohtari – elgitarr (1996–1999)

## Diskografi

### Studioalbum
- Fast Material (2000)
- album (2002)
- 0 + 1 = 01 (2007)

### Livealbum
- Live at the Nuclear Nightclub (2011)

### EP
- Nuclear Blues (1997)
- PQ-2 (2001)
- professional 300 (2004)

### Split
- Cause for Effect / Noise Waste split 7" (1995)
- Cause for Effect / Utter Bastard split 3" (1998)
- Cause for Effect / Onanizer split 7" (1999)

### Samlingsalbum
- 2001-2004 (2006, innehållandes remastrade versioner av professional 300, album och PQ-2)

### Framträdanden på kompilationsalbum
- V/A: No Fate (1996)
- V/A: Cream of the Crap 10" (1997)
- V/A: Cabaret Nocturno Vol. 3 (2002)
- V/A: All System Grind! Vol. 2 (2005)
- V/A: Linja pitää (2006)